# Tötung von Aiyana Jones
Die Tötung von Aiyana Mo'Nay Stanley-Jones (* 20. Juli 2002 in Detroit; † 16. Mai 2010 ebenda) ereignete sich am 16. Mai 2010 bei einer Polizeirazzia im Haus ihrer Familie. Das siebenjährige afroamerikanische Mädchen starb durch einen versehentlich ausgelösten Schuss in den Hals.

## Hergang
Der Vorfall ereignete sich, als das Special Response Team (SRT) des Detroit Police Department und die Task force für Gewaltverbrechen des FBI einen Durchsuchungsbefehl für einen Mordverdächtigen ausführten, von dem angenommen wurde, dass er sich in dem Haus aufhält. Die Polizei behauptet, sie habe sich vor dem Betreten des Hauses gemeldet, aber die Familie und mehrere Augenzeugen behaupten, die Polizei habe sich nicht gemeldet und ohne Vorwarnung die Tür aufgebrochen. 
Während der Razzia schlief Aiyana mit ihrer Großmutter Mertilla Jones auf der Couch im Wohnzimmer. Nach Angaben der Polizei kündigten die Beamten ihre Anwesenheit an und warfen vor dem Betreten des Hauses eine Blendgranate durch das Fenster des Hauses. Mertilla Jones bestreitet diese Darstellung jedoch und behauptet, die Beamten seien durch die Tür gestürmt und hätten die Granate in den Raum geworfen, wodurch sie in der Nähe von Aiyana gelandet sei.
Während der Verwirrung kam es zu einem Kampf zwischen der Polizei und Mertilla Jones; dabei wurde die Waffe eines Polizisten versehentlich abgefeuert und traf Aiyana am Hals. Sie wurde ins St. John Hospital gebracht, wo sie für tot erklärt wurde.
Der Polizist, aus dessen Waffe sich der Schuss gelöst hatte, wurde wegen fahrlässiger Tötung angeklagt, aber in zwei getrennten Prozessen freigesprochen. Der Fall erregte breite Medienaufmerksamkeit und löste Empörung und Proteste in der Detroiter Gemeinde aus, wobei viele behaupteten, Aiyanas Tod sei das Ergebnis von Polizeibrutalität und Rassenprofilen.

## Reaktionen
Nach der Razzia organisierten Gemeindemitglieder und Aktivisten Proteste und forderten Rechenschaft von der Polizei. Viele Menschen empfanden die Razzia, die im Rahmen der Suche nach einem Verdächtigen in einem Mordfall durchgeführt wurde, als unnötig und übertrieben. Sie argumentierten, dass die Polizei exzessive Gewalt angewandt habe und dass die Razzia nicht auf eine Art und Weise hätte durchgeführt werden dürfen, die unschuldige Leben, wie das von Aiyana, gefährdet hätte.
Der Fall erregte landesweite Aufmerksamkeit und löste ein Gespräch über Polizeigewalt und die Anwendung von Gewalt gegen Farbgemeinschaften aus. Einige Leute argumentierten, dass der Vorfall ein klares Beispiel für systemischen Rassismus innerhalb der Polizeibehörde sei und dass er auf ein breiteres Muster von Missbrauch und Ungerechtigkeit hindeute.
Letztendlich wurde der Polizist, Joseph Weekley, der Aiyana Jones erschossen hatte, wegen fahrlässiger Tötung und fahrlässigen Abfeuerns einer Schusswaffe mit Todesfolge angeklagt. Er wurde 2013 vor Gericht gestellt, aber die Anklage wurde schließlich abgewiesen. Der Fall wurde 2014 erneut verhandelt, aber die Jury konnte kein Urteil fällen und ein Verfahrensfehler wurde erklärt. Im Jahr 2015 wurden die Anklagen erneut abgewiesen und Weekley von jeglichem Fehlverhalten freigesprochen.

### Proteste

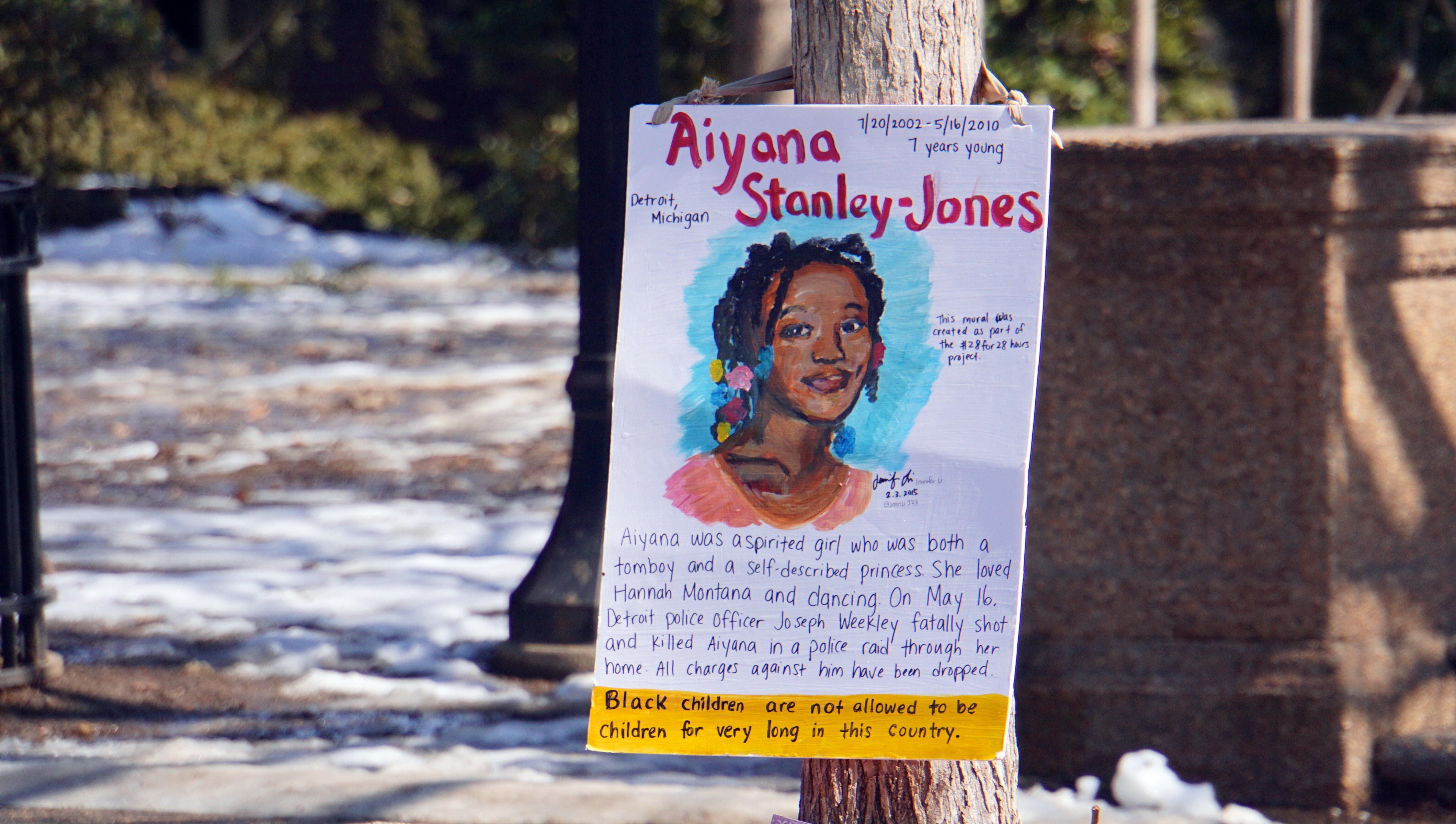
Zeichen von einem Protest zu Ehren von Aiyana

Am 20. Juli 2016 wurden in Detroit, Michigan, sechs Demonstranten festgenommen, nachdem sie sich an die Polizeistation des 3. Bezirks der Stadt gekettet hatten. Die Demonstration wurde zu Ehren von Aiyana Stanley Jones organisiert
Über 70 Demonstranten waren bei dem Protest anwesend, forderten die Entlassung von Weekly und forderten den Gesetzgeber auf, Millionen von Dollar an Finanzmitteln vom Detroit Police Department an Schulen umzuleiten. Die Demonstranten, vier Frauen und zwei Männer, wurden festgenommen und wegen ordnungswidrigen Verhaltens angeklagt.
Protestorganisatorin Lauren Jordan erklärte, die Demonstration solle zeigen, dass die Demonstranten „eine Stimme haben und wir gehört werden wollen“. Der Protest wurde auch von Aiyanas Verwandten unterstützt, darunter Charlotte Givens, die sich für die Unterstützung von Seiten der Demonstrierenden bedankte.